# Puchar Wysp Owczych w piłce nożnej kobiet (2019)
Puchar Wysp Owczych w piłce nożnej kobiet 2019 (far. Steypakappingin kvinnur) – 29. edycja rozgrywek mających na celu wyłonienie zdobywcy Pucharu Wysp Owczych. Tytułu broni klub EB/Streymur/Skála ÍF.

## Uczestnicy
W Pucharze Wysp Owczych biorą udział drużyny ze wszystkich poziomów ligowych na archipelagu. Wszystkie zespoły, rozpoczęły od fazy grupowej.
| Grający od fazy grupowej                                                                          |                         |
| Betrideildin kvinnur 2019 5 drużyn                                                                | 2. deild 2019 1 drużyna |
| - B36 Tórshavn - EB/Streymur/Skála ÍF - HB Tórshavn - ÍF Fuglafjørður/Víkingur Gøta - KÍ Klaksvík | - 07 Vestur             |

## Terminarz
| Runda        | Data pierwszego meczu | Data ostatniego meczu | Uwagi                               |
| ------------ | --------------------- | --------------------- | ----------------------------------- |
| Faza grupowa | 26 marca 2019         | 19 czerwca 2019       | Udział rozpoczęły wszystkie drużyny |
| Półfinał     | 1 sierpnia 2019       | 17 sierpnia 2019      |                                     |
| Finał        | 21 września 2019      | nie rozgrywa się      |                                     |

## Faza grupowa

### Grupa A

#### Tabela
| Lp. | Drużyna          | M | Z | R | P | Bramki | Bramki | Różn. | Pkt | Uwagi                     |
| --- | ---------------- | - | - | - | - | ------ | ------ | ----- | --- | ------------------------- |
| 1   | KÍ Klaksvík (A)  | 2 | 2 | 0 | 0 | 9      | 1      | +8    | 6   | Wejście do fazy finałowej |
| 2   | B36 Tórshavn (A) | 2 | 0 | 0 | 2 | 1      | 9      | −8    | 0   | Wejście do fazy finałowej |
| 3   | 07 Vestur        | 0 | 0 | 0 | 0 | 0      | 0      | 0     | 0   | Drużyna wycofana          |

| Gospodarz \ Gość | KÍ  | B36 | 07 |
| KÍ Klaksvík      |     | 2:0 |    |
| B36 Tórshavn     | 1:7 |     |    |
| 07 Vestur        |     |     |    |

#### Wyniki spotkań
| 26 marca 2019 | 07 Vestur                 | 0:14  | KÍ Klaksvík |                                                                    |
| 20:00 WEST    |                           | (0:8) | 3' Sanna Svarvadal · 10', 22' Birita Ryan · 13', 45', 59', 83' Evy á Lakjuni · 26', 36', 43' Eyðvør Klakstein · 69' Sigrid Jacobsen · 71', 72' Ragna Patawary · 76' Malena Josephsen | á Dungasandi, Sørvágur Widzów: 45 Sędzia: Rúni Olsen (MB Miðvágur) |
| 20:00 WEST    | 88', 88' Malena Josephsen | (0:8) | | á Dungasandi, Sørvágur Widzów: 45 Sędzia: Rúni Olsen (MB Miðvágur) |

| 22 kwietnia 2019 | B36 Tórshavn | [ i ] | 07 Vestur |                      |
|                  |              |       |           | Gundadalur, Tórshavn |

| 2 maja 2019 | KÍ Klaksvík                           | 2:0   | B36 Tórshavn |                                                               |
| 19:00 WEST  | Ragna Patawary 3' · Sigrun Sirdal 21' | (2:0) |              | Djúpumýra, Klaksvík Sędzia: Petur Páll Hentze (Víkingur Gøta) |
| 19:00 WEST  | 43' Olga Kristina Hansen              | (2:0) |              | Djúpumýra, Klaksvík Sędzia: Petur Páll Hentze (Víkingur Gøta) |

| 21 maja 2019 | KÍ Klaksvík | [ i ] | 07 Vestur |                     |
|              |             |       |           | Djúpumýra, Klaksvík |

| 5 czerwca 2019 | 07 Vestur | [ i ] | B36 Tórshavn |                        |
|                |           |       |              | á Dungasandi, Sørvágur |

| 19 czerwca 2019 | B36 Tórshavn           | 1:7   | KÍ Klaksvík |                                                                     |
| 19:30 WEST      | Helena Johannesen 74'  | (0:4) | 2' (sam.) Kristina Joensen · 6', 65' Evy á Lakjuni · 27' Eyðvør Klakstein · 38' Sigrun Sirdal · 78', 88' Sigrid Jacobsen | Gundadalur, Tórshavn Widzów: 79 Sędzia: Tóki Høghamar (EB/Streymur) |
| 19:30 WEST      | Sigrun Kristiansen 50' | (0:4) | | Gundadalur, Tórshavn Widzów: 79 Sędzia: Tóki Høghamar (EB/Streymur) |

1. 1 2 3 4  Po pierwszym meczu 07 Vestur wycofał się z turnieju.

### Grupa B

#### Tabela
| Lp. | Drużyna                       | M | Z | R | P | Bramki | Bramki | +/– | Pkt |                           |
| --- | ----------------------------- | - | - | - | - | ------ | ------ | --- | --- | ------------------------- |
| 1   | HB Tórshavn (A)               | 4 | 4 | 0 | 0 | 17     | 1      | +16 | 12  | Wejście do fazy finałowej |
| 2   | EB/Streymur/Skála ÍF (A)      | 4 | 1 | 1 | 2 | 5      | 11     | −6  | 4   | Wejście do fazy finałowej |
| 3   | ÍF Fuglafjørður/Víkingur Gøta | 4 | 0 | 1 | 3 | 3      | 13     | −10 | 1   |                           |

| Gospodarz \ Gość              | HB  | ÍFV | ESS |
| HB Tórshavn                   |     | 5:0 | 4:0 |
| EB/Streymur/Skála ÍF          | 1:4 | 2:1 |     |
| ÍF Fuglafjørður/Víkingur Gøta | 0:4 |     | 2:2 |

#### Wyniki spotkań
| 26 marca 2019 | EB/Streymur/Skála ÍF | 1:4   | HB Tórshavn                                                                  |                                                                        |
| 17:30 WEST    | Birna Mikkelsen 84'  | (0:1) | 36', 83' Rebekka Benbakoura · 72' Heidi Sevdal · 90+2' (k.) Ása á Reynatúgvu | undir Mýruhjalla, Skáli Widzów: 30 Sędzia: Árni Petersen (KÍ Klaksvík) |
| 17:30 WEST    | Silja Johannesen 60' | (0:1) |                                                                              | undir Mýruhjalla, Skáli Widzów: 30 Sędzia: Árni Petersen (KÍ Klaksvík) |

| 22 kwietnia 2019 | ÍF Fuglafjørður/Víkingur Gøta                                                         | 2:2   | EB/Streymur/Skála ÍF                             |                                                                      |
| 12:30 WEST       | Jacoba Langgaard 74' · Rebekka Olsen 79'                                              | (0:1) | 41' Durita Mikkelsen · 51' (sam.) Birita Nielsen | Sarpugerði, Norðragøta Sędzia: Kristian Gunnar Joensen (KÍ Klaksvík) |
| 12:30 WEST       | Annika Ragna Christiansen 29' · Hansina Ronaldsdóttir 40' · Marita á Fríðriksmørk 50' | (0:1) |                                                  | Sarpugerði, Norðragøta Sędzia: Kristian Gunnar Joensen (KÍ Klaksvík) |

| 2 maja 2019 | HB Tórshavn                                              | 5:0   | ÍF Fuglafjørður/Víkingur Gøta |                                                                              |
| 19:30 WEST  | Heidi Sevdal 36', 70' · Rebekka Benbakoura 75', 78', 85' | (1:0) |                               | Gundadalur (ovari vøllur), Tórshavn Sędzia: Jón Tór Baldvinsson (B71 Sandoy) |

| 21 maja 2019 | HB Tórshavn                                                        | 4:0   | EB/Streymur/Skála ÍF |                                                                              |
| 19:30 WEST   | Elmi Isaksen 3' · Heidi Sevdal 59', 75' · Anitha Mortensen 80'     | (1:0) |                      | Gundadalur (ovari vøllur), Tórshavn Sędzia: Jón Tór Baldvinsson (B71 Sandoy) |
| 19:30 WEST   | 27' Rúna Olsen · 73' Durita Mikkelsen · 85' Mirjam Fríða Danielsen | (1:0) |                      | Gundadalur (ovari vøllur), Tórshavn Sędzia: Jón Tór Baldvinsson (B71 Sandoy) |

| 5 czerwca 2019 | EB/Streymur/Skála ÍF                   | 2:1   | ÍF Fuglafjørður/Víkingur Gøta             |                                                                                   |
| 19:00 WEST     | Sólfríð Rasmussen 21' · Rúna Olsen 82' | (1:0) | 86' Jacoba Langgaard                      | undir Mýruhjalla, Skáli Widzów: 100 Sędzia: Stephan Petursson (FF Giza/FC Hoyvík) |
| 19:00 WEST     | Katrina Hansen 17'                     | (1:0) | 41' Jacoba Langgaard · 81' Maibritt Olsen | undir Mýruhjalla, Skáli Widzów: 100 Sędzia: Stephan Petursson (FF Giza/FC Hoyvík) |

| 19 czerwca 2019 | ÍF Fuglafjørður/Víkingur Gøta | 0:4   | HB Tórshavn                                                                  |                                                           |
| 19:00 WEST      |                               | (0:2) | 17', 19' Rebekka Benbakoura · 64' Julia Naomi Mortensen · 90+3' Heidi Sevdal | Sarpugerði, Norðragøta Sędzia: Árni Petersen (KÍ Klaksvík |
| 19:00 WEST      | Jensa Tórolvsdóttir 60'       | (0:2) |                                                                              | Sarpugerði, Norðragøta Sędzia: Árni Petersen (KÍ Klaksvík |

## Faza Pucharowa

### Półfinały
| Drużyna 1                            | Wynik dwumeczu | Drużyna 2    | Pierwszy mecz | Drugi mecz |
| ------------------------------------ | -------------- | ------------ | ------------- | ---------- |
| KÍ Klaksvík                          | 5 – 8          | HB Tórshavn  | 2:2           | 3:6        |
| EB/Streymur/Skála ÍF                 | 9 – 2          | B36 Tórshavn | 4:1           | 5:1        |
| Po lewej gospodarz pierwszego meczu. |                |              |               |            |

#### Pierwsze mecze
| 1 sierpnia 2019 | KÍ Klaksvík                              | 2:2   | HB Tórshavn                               |                                                                 |
| 19:15 WEST      | Ragna Patawary 27' · Liljan Jacobsen 81' | (1:0) | 71' Rebekka Benbakoura · 90' Heidi Sevdal | Djúpumýra, Klaksvík Widzów: 60 Sędzia: Jørleif Djurhuus (Skála) |
| 19:15 WEST      | Sanna Svarvadal 45'                      | (1:0) | 39' Heidi Sevdal                          | Djúpumýra, Klaksvík Widzów: 60 Sędzia: Jørleif Djurhuus (Skála) |

| 1 sierpnia 2019 | EB/Streymur/Skála ÍF                                                      | 4:1   | B36 Tórshavn                                     |                                                               |
| 20:00 WEST      | Lea Lisberg 8' · Margunn Lindholm 14' (k.), 26' · Silja Augustinussen 71' | (3:0) | 78' Bára Magnussen                               | í Hólmanum, Eiði Widzów: 50 Sędzia: Jón Þór Baldvinsson (B71) |
| 20:00 WEST      | Miriam Egilsdóttir 81'                                                    | (3:0) | 35' Helena Johannesen · 90' Olga Kristina Hansen | í Hólmanum, Eiði Widzów: 50 Sędzia: Jón Þór Baldvinsson (B71) |

#### Rewanże
| 17 sierpnia 2019 | HB Tórshavn                                                                          | 6:3   | KÍ Klaksvík                                                   |                                                                       |
| 11:00 WEST       | Rebekka Benbakoura 23', 41', 48', 78' · Heidi Sevdal 37' · Julia Naomi Mortensen 56' | (3:0) | 50' Sigrid Jacobsen · 62' Evy á Lakjuni · 88' Sanna Svarvadal | Gundadalur (ovari vøllur), Tórshavn Sędzia: Jón Þór Baldvinsson (B71) |
| 11:00 WEST       | Sara Lamhauge 51'                                                                    | (3:0) |                                                               | Gundadalur (ovari vøllur), Tórshavn Sędzia: Jón Þór Baldvinsson (B71) |

| 17 sierpnia 2019 | B36 Tórshavn        | 1:5   | EB/Streymur/Skála ÍF                                                            |                                                                                 |
| 18:00 WEST       | Emma Hansdóttir 82' | (0:1) | 12' Lea Lisberg · 55' Rúna Olsen · 57', 71' Bjarta Djurhuus · 77' Ansy Jakobsen | Gundadalur (ovari vøllur), Tórshavn Widzów: 50 Sędzia: Andrew Christiansen (AB) |
| 18:00 WEST       | Elsa Anna Mohr 40'  | (0:1) |                                                                                 | Gundadalur (ovari vøllur), Tórshavn Widzów: 50 Sędzia: Andrew Christiansen (AB) |

### Finał
| 21 września 2019 16:30 WEST | EB/Streymur/Skála ÍF | 0:3(0:2)Raport | HB Tórshavn · 19' Heidi Sevdal · 31' (k.) Elmi Isaksen · 83' Julia Naomi Mortensen | Tórsvøllur, Tórshavn Widzów: 780 Sędzia: Frederikke Søkjær |
|                             |                      |                | kartki: · 71', 84' Nadja Johannesen                                                |                                                            |

| Zdobywca Pucharu Wysp Owczych 2019 |
| HB Tórshavn 6. tytuł               |
| ---------------------------------- |